# Luis Mariano
Pour les articles homonymes, voir González, García et Mariano.
Pour le footballeur portugais, voir Luís Mariano.
Mariano Eusebio González y García, dit Luis Mariano, né le 13 août 1914 à Irun (province de Guipuscoa, Espagne) et mort le 14 juillet 1970 à Paris, est un ténor et chanteur d'opérette basque espagnol, qui a connu une très grande popularité dans les pays hispanophones et francophones. Outre l'espagnol et le français, il parlait couramment le basque, sa langue maternelle, et fut toujours fier de ses origines basques.
Il accède à la célébrité en 1945 grâce à La Belle de Cadix, opérette de Francis Lopez, ou encore Le Chanteur de Mexico. Il devient alors, à la scène comme au grand écran, le « prince de l'opérette ».

## Biographie

### Origines
Mariano Eusebio González y García est le fils de Mariano González y García, garagiste mécanicien, et de Gregoria García Molpereces, brodeuse à domicile. Le couple González vit à Bordeaux depuis 1912, date à laquelle ils se sont mariés. Pour la naissance de leur premier enfant ces derniers décident de retourner en Espagne. C'est ainsi que naît Mariano le 13 août 1914 à 1 h 30 du matin à Irun. Par superstition du nombre 13, sa mère demandera à son mari de falsifier la date et l'heure de naissance. Ainsi, Luis sera considéré jusqu'à sa mort comme né le 12 août à 23 h 30.
L'Espagne est épargnée par la Première Guerre mondiale. Cependant, la famille González est des plus modestes. Irun étant une ville frontalière, la mère de Mariano fait de la contrebande d'absinthe vers la France où cette boisson est alors interdite, afin de gagner un supplément à son salaire. À la naissance de María-Luisa, leur second enfant, le 3 octobre 1916, les González retournent s'installer à Bordeaux afin de mieux gagner leur vie. Là, le jeune Mariano est scolarisé dans une école maternelle catholique. Il ne parle cependant pas le français, la langue parlée au domicile familial étant l'espagnol. Il apprend le français auprès de religieuses à partir de ses quatre ans, mais ne l'utilise que rarement. La famille se réinstalle ensuite à Irun où son père reprend un petit garage sous franchise Citroën. Le jeune Mariano est inscrit à l'école des Pères français de Saint-Jean-Baptiste-de-La-Salle de Saint-Sébastien où il se révèle doué pour le dessin et le chant, mais dans aucune autre matière scolaire. Il est destiné par ses parents à devenir garagiste comme son père mais, préférant les arts, il prend des cours de violon là où sa sœur, également très douée pour le chant, prend des cours de piano; ce sera en vain pour tous les deux. On le fait prendre ensuite des cours de dessin industriel, pour le pousser à devenir architecte. Mariano garde secrète son envie de devenir acteur, puis chanteur lorsqu'il s'aperçoit de l'admiration de ses camarades de chœur. En effet, parallèlement à la scolarité, il est inscrit à 14 ans à la chorale Irun'go Atsegina et à 18 ans dans l'Orfeón Donostiarra de Saint-Sébastien, chœur mixte où, vu ses capacités vocales et sa tessiture, il est le ténor soliste.
Lors de la guerre civile espagnole, la famille du jeune prodige quitte l'Espagne pour Hendaye, la ville voisine d'Irun en France. Les González n'ayant emporté aucun bien avec eux dans la précipitation, ils espèrent longuement la fin des hostilités afin de retrouver leur domicile. Ce dernier est bombardé et détruit, comme la totalité d'Irun, par les troupes franquistes. Sa mère falsifie à nouveau les papiers du jeune homme, changeant sa date de naissance en 12 août 1920 afin de lui permettre d'échapper à la conscription. De 1937 à 1939, Mariano est deuxième ténor dans le groupe vocal Eresoinka avec lequel il chante dans plusieurs capitales européennes (salle Pleyel, Chaillot et Paris, Bruxelles, Amsterdam et Londres) au profit des résistants basques et espagnols. Avec ce groupe, le jeune chanteur enregistre pour la première fois sa voix en 1937, en participant à l'édition d'un disque de chansons populaires. En vue de sa carrière qui débute, il change son nom d'artiste en « Mariano » car son nom « González » lui a valu quelquefois des moqueries. En 1938, on entend sa voix chanter dans Ramuntcho, film adapté du roman de Pierre Loti, évoquant le pays basque.
Les conditions misérables de la famille González les poussent à retourner à Bordeaux à la fin de la guerre civile. Mariano loue une chambre chez un habitant de Sare et fréquente l'École des beaux-arts de Bordeaux. Au début de la Seconde Guerre mondiale, il est mobilisé dans les champs. Il s'occupe alors des vendanges dans un vignoble de Sainte-Foy-la-Grande appartenant à un riche importateur de café du nom d'André Varon. Celui-ci qui l'entend chanter le présente à Gaston Poulet, alors propriétaire du conservatoire de Bordeaux. Il passe avec succès, le 7 décembre 1939, le concours d’entrée du conservatoire de Bordeaux en classe de chant. Gaston Poulet notera sur le grand registre du conservatoire : « Je viens d'entendre un type formidable : il se nomme Gonzalez ». Celui-ci lui fait rencontrer la cantatrice Jeanine Micheau qui lui prédit un grand avenir et l'incite à travailler sa voix.

### Débuts
Pour gagner quelques sous en même temps qu'étudier au conservatoire, il chante dans un cabaret, Le Caveau des Chartrons, accompagné du chef d'orchestre Fred Adison. Celui-ci dira qu'il a « une voix d'or ». Ses prestations enflamment le public. Il y chante des airs latinos et se produit dans l'orchestre de tango de Rafael Canaro. Il enregistre avec cet orchestre son premier disque où il interprète deux tangos : Olvidame et Callecita de mi novia. À cette époque, il rencontre Jeanne Lagiscarde, gérante d'un magasin de disques de Bordeaux. Cette femme influente dans les milieux artistiques de la ville prend en main la carrière du jeune Mariano et le persuade de tenter sa chance à Paris. En 1942, il tourne dans Le Chant de l'exilé aux côtés de Tino Rossi et Ginette Leclerc (film paru l'année suivante). Il y joue le rôle d'un jeune basque chanteur.
En septembre 1942, Luis Mariano quitte le conservatoire de Bordeaux, se rend à Paris muni d'une lettre d'introduction de Jeanine Micheau et va recevoir des leçons du ténor basque Miguel Fontecha. Ce dernier lui faisant comprendre qu'être chanteur d'opéra exige une ascèse que Mariano ne se sent pas capable de suivre, il l'incite à devenir chanteur de bel canto et lui enseigne cette technique de chant dans la plus pure tradition lyrique italienne, se caractérisant par la beauté du son et la recherche de la virtuosité. En 1943, il joue dans le film L'Escalier sans fin sous son vrai nom, Mariano González. Il y chante Seul avec toi, un titre signé Loulou Gasté. Il rencontre cette même année Max de Rieux alors directeur de l'Opéra-Comique de Paris. Celui-ci veut monter une représentation de l'opéra Don Pasquale de Donizetti à l'occasion du centenaire de sa création. Mariano monte sur la scène du palais de Chaillot en décembre 1943 dans le rôle d'Ernesto, avec Vina Bovy et Gilbert Moryn. Mariano parle toujours mal le français et est un assez mauvais comédien, ce qui lui vaut une paye très modeste. Jeanne Lagiscarde l'inscrit alors dans un cours de théâtre où il rencontre Maurice Escande qui saura lui apprendre l'art d'être habile sur scène. Il améliorera son français simplement en le pratiquant dans Paris. Les représentations de Don Pasquale se poursuivent ensuite à Bordeaux, puis à Marseille avant de revenir à Paris en avril 1944. Ses roucoulades lui valent un triomphe et les critiques sont en moyenne très bonnes.
À la fin d'année 1944, Luis Mariano hésite entre continuer l'opéra et faire de la chanson populaire. Dans le premier cas, il pourrait jouer dans Rigoletto de Verdi car Jeanne, son agent autoproclamée, a pris contact avec Jacques Rouché, le directeur de l'Opéra de Paris, pour lui faire passer les auditions. Saint-Granier, important créateur de revues, lui conseille de s'écarter de l'opéra. Cette même année, il adopte son nom Luis Mariano, comme en témoignent la presse et les affiches de l'époque. En 1945, Luis Mariano chante dans des émissions de variété radiophoniques de Saint-Granier : il y interprète notamment Amor Amor et Bésame mucho qu'il enregistrera. José Sentis lui composera plusieurs airs dont España mía, considérée comme un des premiers grands succès du chanteur. En avril, il se produit au Théâtre de Chaillot avec la cantatrice sud-américaine Carmen Torres. En novembre de la même année, toujours à Chaillot, il partage l'affiche avec Édith Piaf et Yves Montand. Il participe à Paris à des concerts organisés par la revue Galeria au profit des républicains espagnols. Il chante cette même chanson, España mía, à l'ABC pour la Revue de la victoire, sa première scène de variétés. Il fait également des apparitions à l'Alhambra à partir de l'automne 1945, toujours dirigé par Saint-Granier.
Pendant ce temps, Francis Lopez, un compositeur au succès grandissant, doit à tout prix monter un spectacle pour la fin d'année 1945 sur commande du théâtre du casino Montparnasse. Lopez propose alors de compléter et d'adapter Mariage à l'essai, une opérette inachevée de Raymond Vincy dont l'intrigue devait se dérouler près de Marseille. Raymond Vincy, Marc-Cab et Maurice Vandair, les paroliers, renomment alors le nom de la pièce en La Belle de Budapest. Jeanne Lagiscarde contacte Francis Lopez pour faire jouer Luis Mariano en tant que rôle principal. Lopez et Mariano se rencontrent au Fouquet's et s'entendent très rapidement, étant tous les deux Basques. Une fois Mariano arrivé dans l'équipe, Francis Lopez décide que l'intrigue du spectacle se passera en Espagne, à Cadix et la pièce est renommée La Belle de Cadix. Le travail d'adaptation des paroles est terminé en un mois. Luis Mariano participe à l'aspect visuel du spectacle et dessine les costumes, certains décors ainsi que les affiches de promotion. La première représentation est prévue pour le 19 décembre. Les premières représentations ne sont pas vraiment des réussites et l'on pense déjà à déprogrammer la pièce. Prévue pour être produite six semaines, La Belle de Cadix va tenir l'affiche pendant plus de cinq ans. Le disque qui est tiré de l'opérette et qui comprend le titre Maria Luisa fait exploser les ventes : 1 250 000 exemplaires seront vendus. Pathé-Marconi est obligé de réaménager ses chaînes de production pour faire face à la demande.

### Consécration

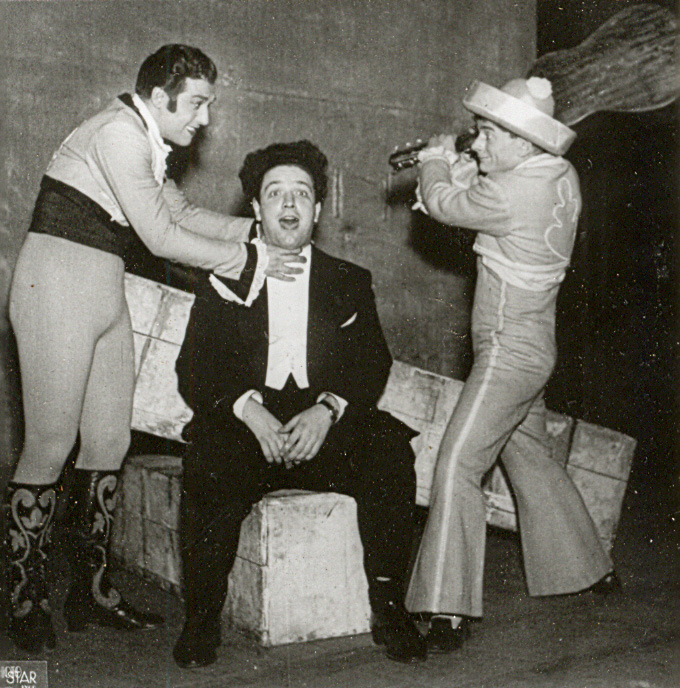
Luis Mariano (à gauche) à Lyon vers 1955.

La popularité de Luis Mariano grandit rapidement. Pendant une dizaine d'années, il domine le monde de la chanson et de l'opérette. On l'entend notamment dans Fandango (1949). Le point culminant de sa carrière peut se situer en 1951-1952, années du Chanteur de Mexico et du film Violettes Impériales. Au théâtre, outre Le Chanteur de Mexico (1951), il triomphe dans Andalousie (1947) et Chevalier du Ciel (1955).
Pour le cinéma, de 1945 à 1958, Mariano joue dans une vingtaine de films qui sont traduits dans de nombreuses langues. Parallèlement, il donne des récitals dans le monde entier : États-Unis, Canada, Amérique du Sud, où partout une foule énorme l'attend dès sa descente de l'avion ou du bateau. Lorsqu'il arrive en Uruguay, on craint le pire, tellement le mouvement de masse populaire déclenché par son arrivée est important. Sur le port de Montevideo, 60 000 fans ont fait le déplacement pour le voir descendre du transatlantique et 100 000 personnes seront présentes au concert qu'il donne dans la capitale de l'Uruguay. Au Mexique, ce sont 160 000 fans qui l'acclameront dans le stade de Mexico.
En 1957 et 1959, Mariano accompagne la caravane du cirque Pinder sur les routes de France, puis il se produit à l'Olympia.
Les années 1958-1960 marquent un certain tournant dans la carrière de Mariano. Les jeunes yéyés envahissent les ondes et les écrans de télévision et en évincent les chanteurs de la génération de Mariano. Il a toujours autant de succès sur les théâtres d'opérettes : Le Secret de Marco Polo (1959), Visa pour l'amour (« véritable jouvence pour l'artiste »), le Prince de Madrid (1967), sont de véritables succès.
Il se signale dans une tournée triomphale en Roumanie (1966) et l'enregistrement d'un disque de chansons espagnoles et d'un disque de chansons napolitaines. En province, il fait des reprises très remarquées du Chanteur de Mexico et de La Belle de Cadix (pour le vingtième anniversaire de cette création).
En décembre 1969, il assure la création de La Caravelle d'or au théâtre du Châtelet mais, ayant contracté une maladie, probablement une hépatite mal discernée, il abandonne son rôle au bout de quelques mois après un malaise sur scène.

### Mort

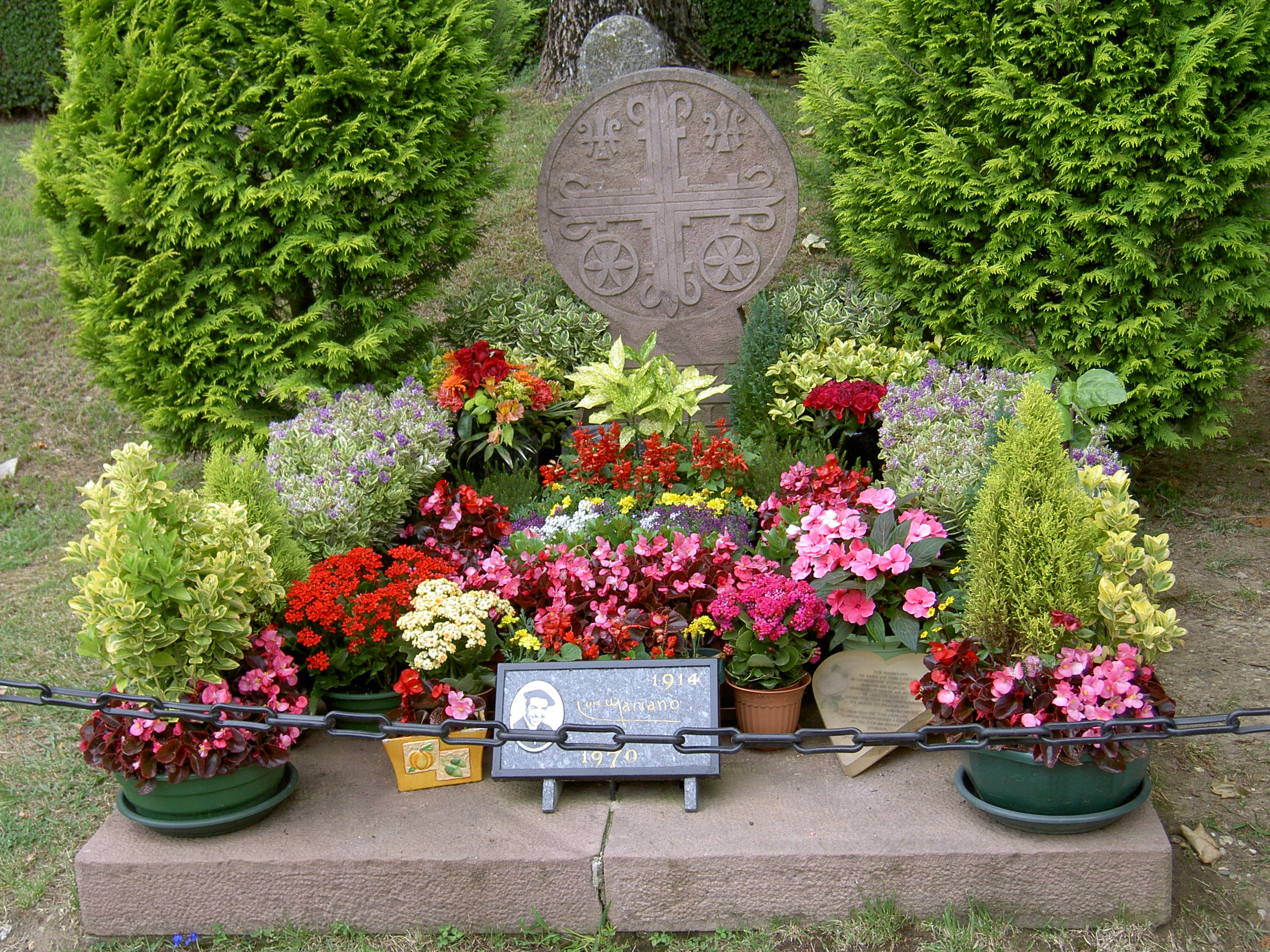
Tombe de Luis Mariano au cimetière d'Arcangues.

Le 14 juillet 1970, Luis Mariano meurt à la suite d'une hémorragie cérébrale à l'hôpital de la Salpêtrière à Paris.
Sa tombe au cimetière d'Arcangues est visitée et fleurie par ses fans, cinquante ans après sa mort,.

### Vie privée
Luis Mariano était titulaire de diverses décorations, dont l'ordre espagnol d'Isabelle la Catholique.
Il ne s'est jamais marié. À 16 ans, il tombe amoureux d'une jeune Basque d'Irun, María Pilar Eguiluz qui est déjà engagée et dont le fiancé, soldat, ne reviendra jamais du front. María Pilar restera célibataire jusqu'à sa mort en 2004 à 87 ans. Selon Patxi Lacan, homme de confiance et chauffeur de Mariano, on connaît deux femmes au ténor : Martine Carol à partir de 1948 et Carmen Sevilla à partir de 1950. Il demande cette dernière en mariage, mais elle refuse, se sentant trop jeune pour sacrifier sa carrière.
Après 1953, on ne connaît plus de femmes dans la vie de l'artiste. Des rumeurs de préférences homosexuelles circulent, mais elles sont démenties par des proches de l'artiste comme le comédien et peintre Guy-Pierre Geneuil. Christophe Mirambeau a cependant révélé dans sa biographie Saint Luis que « Carmen Sevilla ne voulait pas avoir de relations avec un monsieur dont elle savait qu'il était homosexuel » et que Mariano aurait eu une aventure masculine avec un soldat, ce qui valut au biographe la rancœur tenace des marianistes. Un autre biographe, Henry-Jean Servat, prétend dans son livre Luis Mariano, les mélodies du bonheur paru en 2013 : « Mariano était gay. »
L'ancien agent artistique Dominique Besnehard affirme, au détour d'une réponse sur l'homosexualité dans les milieux artistiques, publiée en février 2015, que « Luis Mariano avait une garçonnière pour garçons et [que] tout le métier le savait. »

## Postérité
En 1952, Luis Mariano acquiert au Vésinet (en Seine-et-Oise, aujourd'hui dans les Yvelines) une villa des années 25, au 86 boulevard Carnot. Il la baptise Magreluma, nom composé de la première syllabe du prénom de chaque habitant : « Ma » pour son père, « Gre » pour sa mère, « Lu » pour lui-même et « Ma » pour sa sœur. Il y habite jusqu'à sa mort. La villa s'appelle aujourd'hui « Les Lionceaux ».
En 1960, il fait construire une maison à Arcangues, au bout du chemin de Larrebidea, l'hacienda Marianoko Etxea (« maison de Mariano » en basque), ferme avec trente vaches – certaines portaient le prénom de ses partenaires de scène et de cinéma : Carmen (Sevilla), Ludmilla (Tcherina), Martine (Carol) ou Annie (Cordy) – et vingt hectares de prairie. Cette propriété est entretenue par François Lacan, dit Patxi (prononcer « Patchi »), fidèle secrétaire, homme de confiance et chauffeur de Mariano (de 1949 à 1970).
Selon le testament de Luis Mariano rédigé en 1968, Patxi et sa femme Françoise Lacan jouissent de l'usufruit jusqu'à leur mort tandis que leur fils aîné, Mariano Lacan (adopté en 1967 par le chanteur — en adoption simple — qui voulait assurer sa succession et l'avenir de cette famille amie) en est le propriétaire. L'héritage modeste (1 000 euros par an de royalties, Luis Mariano n'étant qu'interprète et ses films appartenant à Canal+ et à René-Château) ne suffit pas à entretenir l'hacienda, mais, cependant, est source de conflits. Patxi Lacan a en effet cédé des bouts de terrain, puis la ferme en 2005, mais veut conserver les biens du chanteur. Mariano Lacan, qui n'a découvert qu'en 2002 être l'unique héritier légal du ténor, souhaite au contraire faire fructifier le patrimoine artistique du chanteur, prêtant pour trente ans les archives au futur musée Luis Mariano à Irun, sa ville natale.
L'office du tourisme d'Arcangues expose le buste en bronze de Mariano sculpté par Paul Belmondo.
Les roucoulades et les mélodies ensoleillées de Luis Mariano ont favorisé les déplacements vers l'Espagne, ce pays du soleil dont il entonnait la louange, mais elles suscitent désormais moins d'enthousiasme de la part de nombreux programmateurs d'émissions de radio qui les trouvent passées de mode. Cependant des chanteurs lyriques comme Roberto Alagna, Maria Callas, Cécilia Bartoli ou Rolando Villazón vouent au ténor une grande admiration (notamment pour sa technique du bel canto et du rubato). Quant aux chanteurs de variété comme Florent Pagny ou Nolwenn Leroy, ils lui rendent hommage en 2013 lors du dixième numéro de La fête de la chanson française.

## Œuvre

### Opérettes
La musique des opérettes créées par Luis Mariano est de Francis Lopez, à l'exception de celle de Chevalier du ciel composée par Henri Bourtayre.
- La Belle de Cadix 1945
- Andalousie 1947
- Le Chanteur de Mexico 1951
- Chevalier du ciel 1955
- La canción del amor mío 1958
- Le Secret de Marco Polo 1959
- 1961 : Visa pour l'amour de Raymond Vincy et Francis Lopez, mise en scène René Dupuy, Théâtre de la Gaîté-Lyrique
- Le Prince de Madrid 1967
- La Caravelle d'or 1969

### Films
- 1938 : Ramuntcho de René Barberis - Figuration chantée
- 1943 : Le Chant de l'exilé d'André Hugon - Un jeune Basque
- 1943 : L'Escalier sans fin de Georges Lacombe - Le chanteur
- 1946 : Luis-Mariano chante de Louis Leclerc - court métrage , 22 min - Lui-même
- 1946 : Histoire de chanter de Gilles Grangier - Gino Fabretti
- 1946 : Gai Paris : Music-hall de Lucette Gaulard - court métrage
- 1947 : Cargaison clandestine d'Alfred Rode
- 1948 : Fandango d'Emil-Edwin Reinert
- 1948 : Je n'aime que toi de Pierre Montazel - Don Renaldo
- 1949 : Pas de week-end pour notre amour de Pierre Montazel - Franck Reno, la vedette
- 1949 : Vedettes en liberté de Jacques Guillon - court métrage, documentaire 20 min - Lui-même
- 1951 : Andalousie de Robert Vernay : Juanito Var
- 1951 : El sueño de Andalucia de Luis Lucia Mingarro : Juanito Var
- 1951 : Au pays basque de Pierre et Jean-François Apestéguy  - court métrage, documentaire de 750 m - Lui-même
- 1951 : Rendez-vous à Grenade de Richard Pottier - Mario Da Costa
- 1952 : Violettes impériales - (Violetas imperiales) de Richard Pottier - Juan de Ayala
- 1953 : La Belle de Cadix de Raymond Bernard et Eusebio Fernandez Ardavin - Carlos
- 1953 : Paris chante toujours de Pierre Montazel - Participation en chanteur
- 1953 : La Route du bonheur - (Saluti e baci) de Maurice Labro et Giorgio Simonelli - Participation en chanteur
- 1953 : L'Aventurier de Séville - (Aventuras del barbero de Sevilla) de Ladislas Vajda - Figaro
- 1954 : Le Tsarévitch - (Der Zarewitsch) d'Arthur Maria Rabenalt - Luis Mariano / Aljoscha
- 1955 : Quatre jours à Paris d'André Berthomieu - Mario, le coiffeur pour dames
- 1955 : Sur toute la gamme de Maurice Régamey - court métrage
- 1955 : Napoléon de Sacha Guitry - Le chanteur Garat
- 1956 : Le Chanteur de Mexico - (El cantor de México) de Richard Pottier - Miguel Morano et Vincent Etchebar, son sosie
- 1956 : À la Jamaïque d'André Berthomieu - Jacques Gardell
- 1956 : Printemps à Paris de Jean-Claude Roy
- 1958 : Sérénade au Texas de Richard Pottier
- 1960 : Candide ou l'Optimisme au XXe siècle de Norbert Carbonnaux - Un dictateur sud-américain
- 1964 : Les Pieds dans le plâtre de Jacques Fabbri et Pierre Lary - L'agriculteur

### Quelques succès
- L'amour est un bouquet de violettes
- Andalucia mia
- Acapulco (de l'opérette le Chanteur de Mexico)
- Maria-Luisa (de l'opérette la Belle de Cadix)
- Granada
- J'ai dans mon cœur une chanson
- España (de l'opérette le Prince de Madrid)
- La vie est là
- Mattinata
- Mayoumba
- Je chante pour toi que j'aime (du film Histoire de chanter)
- Le ciel luisait d'étoiles (de l'opéra Tosca)
- Mélodie pour toi (du film Cargaison clandestine)
- Prière péruvienne
- Cavalier du grand retour (reprise de Gilbert Bécaud)
- Plus je t'entends (reprise à Alain Barrière)
- Oublie-moi
- Mexico
- La Belle de Cadix
- Rossignol de mes amours
- Olé toréro
- Visa pour l'amour (avec Annie Cordy)
- Quand on est deux amis (avec Albert Pierjac)
- Il est un coin de France - 1957
- Le Charme de Dolorès
- Maman la plus belle du monde
- Marco Polo (de l'opérette le Secret de Marco Polo)
- Le Voyageur sans étoile (reprise du grand prix du Coq d'Or 1961 créée par John William)
- Combien de nuits  (Tonight de l'opéra West Side Story)
- Un train bleu dans la nuit
- Si tu voulais (Just Yesterday )
- Alma llanera
- Maïte
- Mon bonheur s'est enfui
- Par-delà (Al dil là)

## Publication
- Luis Mariano, La chanson de ma vie, Bibliothèque France-Soir, 1950.